# Frogs
«Frogs» (с англ. — «Лягушки») — песня американской гранж-группы Alice in Chains, вышедшая в 1995 году на альбоме Alice in Chains. Акустическая версия композиции прозвучала в 1996 году на шоу MTV Unplugged.

## История создания
Автором слов песни является Лейн Стэйли. Музыку написали Джерри Кантрелл, Шон Кинни и Майк Айнез.
Группа начала работу над песней во время записи альбома Alice in Chains. Одна из первых сессий проходила в студии Bear Creek Studio в Вудинвиле, штат Вашингтон. «Мы решили записать несколько демок в этом помещении в Бэр-Крик, которое во всех отношениях было похоже на сарай. Мы были там на протяжении недели и вернулись ни с чем. Но там возле озера обитали большие и громкие лягушки, так что мы взяли микрофон и записали их кваканье, и вы можете услышать это на фоне в этой песне [„Frogs“]», — вспоминал Джерри Кантрелл. Недельная аренда студии обошлась группе в десять тысяч долларов, и ничего, кроме лягушек, там записать не удалось.
Студийная версия песни вошла в третий полноформатный альбом Alice in Chains (1995), а также в сборник Music Bank (1999). Акустическая версия песни была исполнена на концерте, который записывался в рамках телевизионного шоу MTV Unplugged. Хотя песня и была вырезана из телевизионной трансляции, она всё же вышла на пластинке MTV Unplugged (1996) и на DVD.
Студийная версия композиции длится 8 минут и 18 секунд, что делает «Frogs» самой длинной песней Alice in Chains.

## Исполнение на концертах
Несмотря на выход альбома Alice in Chains, группа так и не возобновила концертные выступления, приостановленные в начале 1994 года. Первым за два с половиной года появлением на публике стало выступление Alice in Chains в театре Бруклинской музыкальной академии для записи шоу «MTV Unplugged». Именно там песня «Frogs» прозвучала в первый и единственный раз в исполнении Лейна Стэйли. Через несколько месяцев группа отыграла свой последний концерт со Стэйли, после чего прекратила активную деятельность на 10 лет.
По словам Уильяма Дюваля, присоединившегося к Alice in Chains после смерти Стэйли, в 2006 году музыканты исполняли много старых песен группы, включая «Frogs».

## Участники записи
- Джерри Кантрелл —  гитары
- Лейн Стэйли — ведущий вокал
- Майк Айнез — бас-гитара
- Шон Кинни — ударные, перкуссия